# Dongyi

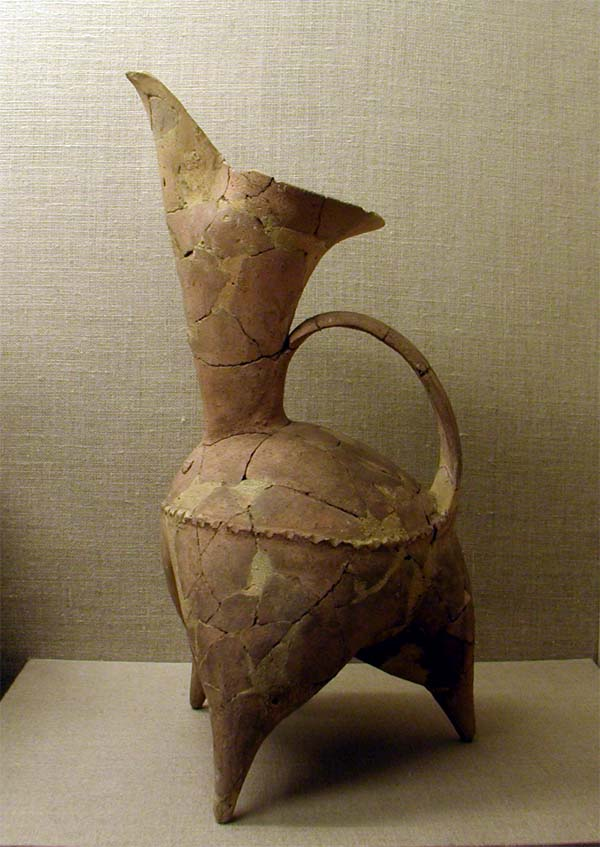
Gui (鬹) de la cultura de Dawenkou

Dongyi (xinès tradicional: 東夷, xinès simplificat: 东夷, pinyin: Dōngyí, Wade-Giles: 'Tung-yi', literalment '"estrangers de l'Est" o "bàrbars de l'Est"') va ser un terme col·lectiu per a les persones de la Xina de l'Est i de les terres situades a l'est de l'antiga Xina. Les persones a qui es refereix el terme dongyi varien segons els anys. La prematura cultura dongyi va ser una de les primeres cultures neolítiques a la Xina.
D'acord amb un registre xinès més antic, Zuo Zhuan, de la dinastia Shang va ser atacada pel rei Wu de Zhou, mentre aquesta s'enfrontava als dongyi, i es va ensorrar posteriorment.

## Anotacions
1. ↑  Zuo Zhuan, la Dinastia Shang va ser atacada pel Rei Wu de Zhou mentre atacava als dongyi i va caure posteriorment.《左傳》稱：「紂克東夷而損其身」。